# Medweschje (Gluschkowo)
Medweschje (russisch Медвежье) ist eine Siedlung (ländlichen Typs) in der Oblast Kursk in Russland. Sie gehört zum Rajon Gluschkowo und zur Landgemeinde (selskoje posselenije) Kobylski selsowjet.

## Geographie
Der Ort liegt gut 117 km Luftlinie südwestlich des Oblastverwaltungszentrums Kursk im südwestlichen Teil der Mittelrussischen Platte, 9,5 km südöstlich des Rajonverwaltungszentrums Gluschkowo, 7,5 km vom Sitz des Dorfsowjet – Kobylki, 2,5 km von der Grenze zwischen Russland und der Ukraine.

### Klima
Das Klima im Ort ist wie im Rest des Rajons kalt und gemäßigt. Es gibt während des Jahres eine erhebliche Niederschlagsmenge. Dfb lautet die Klassifikation des Klimas nach Köppen und Geiger.

## Bevölkerungsentwicklung
| Jahr | Einwohner |
| ---- | --------- |
| 2002 | 3         |
| 2010 | 1         |

Anmerkung: Volkszählungsdaten

## Verkehr
Medweschje liegt 10 km von der Straße regionaler Bedeutung 38K-040 (Chomutowka – Rylsk – Gluschkowo – Tjotkino – Grenze zur Ukraine), 13,5 km von der Straße 38K-006 (Korenewo – Troizkoje), 4 km von der Straße 38K-007 (38K-006 – Gluschkowo), 2,5 km von der Straße interkommunaler Bedeutung 38N-589 (Bahnhof Gluschkowo in der Nähe des gleichnamigen Dorfes – Jelisawetowka – Grenze zur Ukraine), 2,5 km von der Straße 38N-590 (38N-589 – Politotdelski) und 3,5 km von der nächsten Eisenbahnhaltestelle 329 km (Eisenbahnstrecke 322 km – Lgow-Kijewskij) entfernt.
Der Ort liegt 151 km vom internationalen Flughafen von Belgorod entfernt.